# Carlo Bagno
Carlo Bagno, né le 21 mars 1920 à Lendinara et mort le 19 juin 1990 à Rome, est un acteur italien.

## Filmographie
- 1962 : Le Commissaire (Il commissario) de Luigi Comencini
- 1963 : Le Terroriste (Il Terrorista) de Gianfranco De Bosio
- 1972 : Les ordres sont les ordres (Gli ordini sono ordini) de Franco Giraldi
- 1974 : L'An un (Anno uno) de Roberto Rossellini
- 1975 : Il cav. Costante Nicosia demoniaco ovvero: Dracula in Brianza de Lucio Fulci
- 1976 : Mesdames et messieurs, bonsoir (Signore e signori, buonanotte) de Luigi Comencini, Nanni Loy, Mario Monicelli, Ettore Scola, Luigi Magni
- 1977 : Au nom du pape roi (In nome del papa re) de Luigi Magni
- 1978 : Comment perdre sa femme et trouver une maîtresse (Come perdere una moglie e trovare un'amante) de Pasquale Festa Campanile
- 1979 : Tesoro mio de Giulio Paradisi
- 1979 : Un dramma borghese de Florestano Vancini
- 1980 : Arrivano i bersaglieri de Luigi Magni
- 1980 : Mon curé va en boîte (Qua la mano) de Pasquale Festa Campanile
- 1981 : Nu de femme (Nudo di donna) de Nino Manfredi
- 1985 : La Double Vie de Mathias Pascal (Le due vite di Mattia Pascal) de Mario Monicelli